# ۱۸ ربیع‌الاول
۱۸ ربیع‌الاول، هجدهمین روز از ماه ربیع‌الاول در تقویم هجری قمری است.
در تقویم هجری قمری قراردادی این روز هفتاد و هفتمین روز سال است.